# Станіславський Микола Дмитрович
Мико́ла Дми́трович Станісла́вський (нар. 1 (13) березня 1905, Єлисаветград — пом. 13 жовтня 1970, Житомир) — український режисер драми, заслужений діяч мистецтв УРСР (1954). Чоловік актриси і режисерки лялькових театрів Тетяни Нікітіної-Станіславської.
Автор спогадів про Леся Курбаса і Миколу Куліша.

## Життєпис
Син єлисаветградського священника і педагога Д. В. Станіславського.
Закінчив Єлисаветградську гімназію, дружив з Арсенієм Тарковським, Юрієм Нікітіним, Тетяною Нікітіною (яка згодом стала його дружиною), Іриною та Іполітом Бошняками, Андрієм та Назаром Тобілевичами, Михайлом Хороманським.
Закінчив Державний музично-драматичний інститут імені М. В. Лисенка. Під час навчання був учасником «Театру читця» при цьому виші. Слухав лекції Леся Курбаса з майстерності актора. Згодом залишив спогади про «Маклену Ґрасу» Миколи Куліша в постановці Леся Курбаса 1933 року.
З 1926 року працював у театрі «Березіль» Леся Курбаса.
1930—1933 — художній керівник Першого державного робітничого театру (Київ).
З 1934 року — в театрах Марій Ел, Комі й Кабардино-Балкарії.
1934—1936 і 1940—1941 — художній керівник і головний режисер Марійського національного театру.
В Республіці Комі працював художнім керівником театру в 1937—1938 та в 1950—1951 роках. Там він уважно ставився до молодих акторів, займався з ними майстерністю актора, читав лекції по історії театру, проводив індивідуальні заняття. Поставив там зокрема «Платон Кречет», «Живий труп», «Украдене щастя».
Під час війни працював в Нальчику.
З 1945 року очолював Івано-Франківський національний академічний обласний музично-драматичний театр імені Івана Франка. Його дружина Тетяна Нікітіна в той час очолила Івано-Франківський ляльковий театр.
1949—1950 — режисер Кіровоградського академічного українського музично-драматичного театру імені М. Л. Кропивницького.
1952—1959 — головний режисер Хмельницького обласного театру ім. Г. І. Петровського.
1954 року він був удостоєний звання заслуженого діяча мистецтв Української РСР.
1959—1963 — головний режисер Житомирського українського музично-драматичного театру імені І. Кочерги.
В останні роки життя він разом з дружиною Тетяною Василівною Нікітіною мешкав у Житомирі. Влітку 1970 року до них в гості приїздив Арсеній Тарковський разом зі своєю дружиною. «Їхня зустріч відбулася у знаменитій місцині, пов'язаній з іменами Евеліни Ганської та Бальзака, де у Станіславського була дача. Тарковський, не втомлюючись, висловлював захоплення красою природи українського села Тригір'я зі столітніми дубами, скелями над річкою і старовинним монастирем.»
А вже 13 жовтня 1970 року Миколи Дмитровича не стало. «Це дуже вразило Арсенія Тарковського. За спогадами Марини Арсеніївни, саме з того часу він став більше й більше думати про смерть. Він навіть умовив її тоді взяти старовинний перстень, який належав колись його батьку Олександру Карловичу».

## Постановки
- «Життя починається знову» В. Собка (1951—1952)
- «Живий труп» Л. Толстого (1951—1952)
- «Одруження» М. Гоголя (1951—1952)
- «Під золотим орлом» Я. Галана (1951—1952)
- «Голос Америки» Б. Лавреньова (1952—1953)
- «Честь сім'ї» Г. Мухтарова (1952—1953)
- «Отелло» У. Шекспіра (1952—1953)
- «Не судилось» М. Старицького (1952—1953)
- «Дівоньки-красунечки» А. Сімукова (1952—1953)
- «Любов на світанні» Я. Галана (1952—1953)
- «Не називаючи прізвищ» В. Минка (1952—1953)
- «Маріне» М. Бараташвілі (1953—1954)
- «Таланти і шанувальники» О. Островський (1953—1954)
- «Вибачайте, коли ласка!» А. Макайонка (1953—1954)
- «Навіки разом» Л. Дмитерка (1953—1954)
- «Роки блукань» О. Арбузова (1954—1955)
- «Овод» («Ґедзь») за Е. Л. Войнич (інсценізація Я. Галана) (1954—1955)
- «Серце не прощає» А. Софронова (1954—1955)
- «За двома зайцями» М. Старицького (1954—1955)
- «В добрий час» В. Розова (1955—1956)
- «Воскресіння в понеділок» В. Диховичного (1955—1956)
- «Мораль пані Дульської» Г. Запольської (1956—1957)
- «Транзитні пасажири» М. Синьова (1956—1957)
- «Інтервенція» Л. Славіна (1957—1958)
- «Чому посміхалися зорі» О. Корнійчука (1957—1958)
- «Чотири дев'ятки» В. Пістоленка (1958—1959)
- «Небезпечна професія» В. Соловьова (1958—1959)
- «Дорога спадщина» Ф. Корецького (1958—1959)